# Heinrich-Heine-Straße (stacja metra)
Heinrich-Heine-Straße – stacja metra w Berlinie, na linii U8, w dzielnicy Mitte, w okręgu administracyjnym Mitte. Stacja została otwarta w 1928.